# Chrudimka
Il Chrudimka è un corso d'acqua della Repubblica Ceca, affluente di sinistra dell'Elba.

## Etimologia
Il fiume prende il nome dalla città di Chrudim che attraversa.

## Descrizione
La Chrudimka nasce nel territorio del comune di Krouna, nelle Montagne di Ferro, a 705 m di altitudine e scorre fino a Pardubice, dove si immette nel fiume Elba a 216 m di altitudine.